# Vorarlberger Wacht

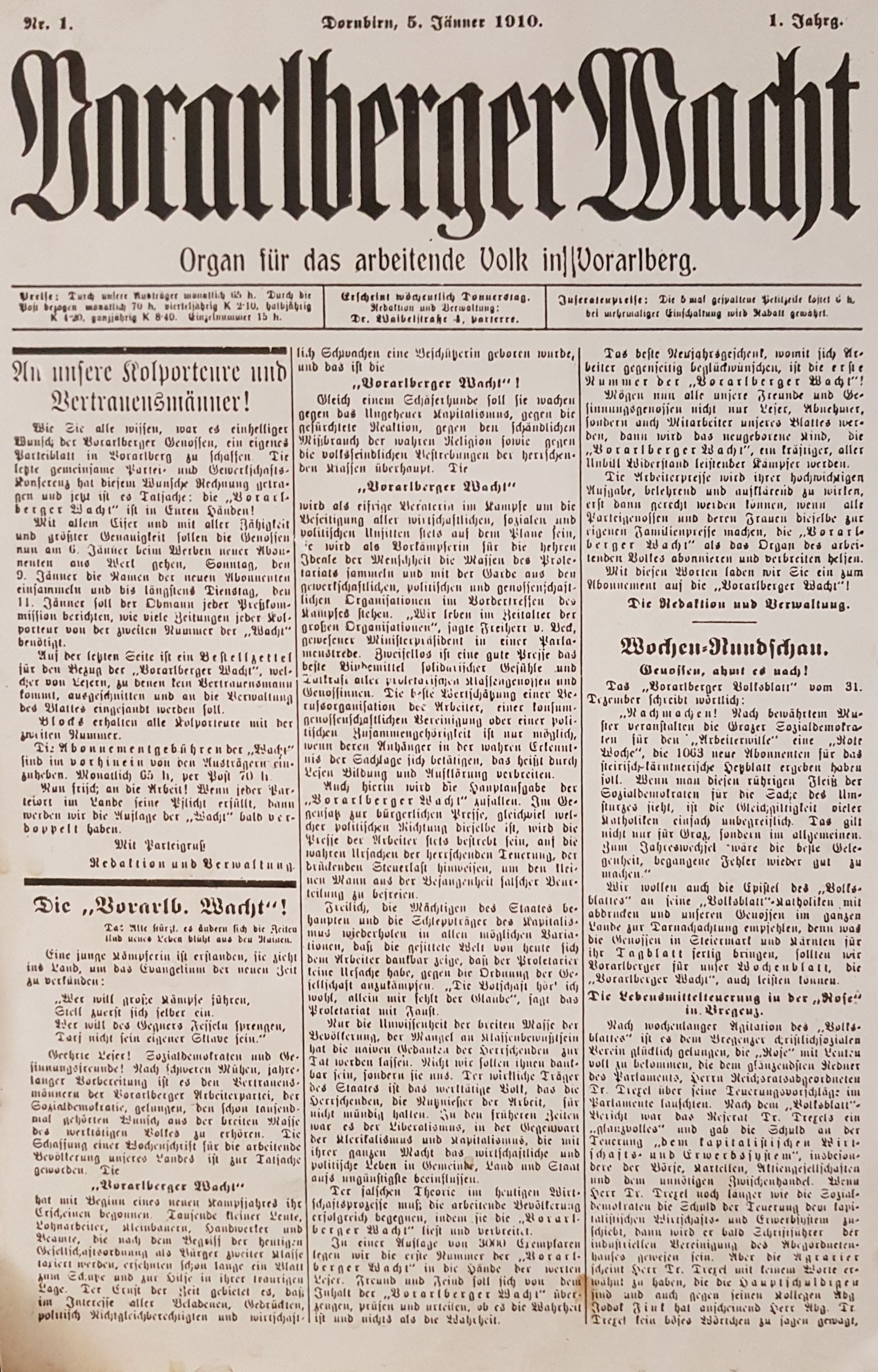
Erstausgabe der "Vorarlberger Volkswacht"

Vorarlberger Wacht war der Titel einer Vorarlberger Zeitung, die zwischen 1910 und 1938 erschien. Die politische Ausrichtung der Zeitung, die anfangs mit dem Zusatz Organ für das arbeitende Volk in Vorarlberg vertrieben wurde, war bis 1934 sozialdemokratisch. Nach dem Verbot der Sozialdemokratischen Partei wurde die politische Orientierung der Zeitung ab dem 20. Februar 1934 an das Regime der Vaterländischen Front angepasst (Austrofaschismus).

## Geschichte
Die erste Ausgabe der Vorarlberger Wacht erschien am 5. Jänner 1910. Die Zeitung wurde bis 1923 vom Eigentümer und Herausgeber, dem Sozialdemokratischen Wählerverein für Vorarlberg herausgegeben, wobei 1918 Hermann Leibfried als Verleger und Herausgeber im Impressum aufschien. Mit der Ausgabe vom 28. April 1923 übernahm die Innsbrucker Buchdruckerei und Verlagsanstalt als Drucker, Eigentümer, Herausgeber und Verleger die Vorarlberger Wacht. Ab dem 20. Februar 1934 wurde die Vorarlberger Wacht von der Firma Hubert Schneider & Co., ab dem 22. September 1934 von Josef Winkler & Co. herausgegeben.

## Publikation

### Publikationstermine
Die Vorarlberger Wacht erschien zunächst wöchentlich (Dezember 1918 bis 30. September 1921) in sechs Ausgaben pro Woche. Vom 1. Oktober 1921 bis 18. April 1923 war das Blatt eingestellt. Währenddessen wurden Parteinachrichten von der Tiroler Volkszeitung veröffentlicht, die den Zusatz hatte: sozialdemokratisches Tagblatt für Tirol und Vorarlberg. Mit dem Wechsel zur Innsbrucker Buchdruckerei und Verlagsanstalt wurde die Zeitung wieder in eine Wochenzeitung verwandelt. Bereits ab dem 1. August 1923 erhöhte der Verlag die Anzahl der Ausgaben wieder auf zwei Stück pro Woche (Mittwoch und Samstag), ab dem 5. Juni 1927 wurden drei Ausgaben pro Woche publiziert (Dienstag, Donnerstag und Samstag). Die Vorarlberger Wacht wurde am 13. Februar 1934 eingestellt. Nach dem Verbot der Sozialdemokratischen Arbeiterpartei (SDAP) erschien die Vorarlberger Wacht ab 20. Februar 1934 bis zum 12. März 1938 wieder täglich, war aber nun gleichgeschaltet im Sinne des Austrofaschismus und kein sozialistisches Parteiorgan mehr.
Nach der Machtübernahme der Nationalsozialisten in Österreich wurde die Vorarlberger Wacht mit der Ausgabe vom 12. März 1938 eingestellt.

### Zusatztitel
Die Vorarlberger Wacht erschien mit wechselnden Zusatztitel. Der Zusatztitel Organ für das arbeitende Volk in Vorarlberg wurde mit der Ausgabe vom 11. Jänner 1920 in sozialdemokratisches Tagblatt für Vorarlberg geändert. Ab dem 28. April 1923 erschien die Zeitung mit dem Zusatztitel sozialdemokratisches Organ für das arbeitende Volk, ab dem 17. Dezember 1931 mit dem Zusatz sozialdemokratisches Organ für Vorarlberg. Nach dem Verbot der Sozialdemokratischen Partei wurde der Zusatz erneut geändert und lautete ab dem 20. Februar Unabhängiges Organ für die Interessen der Arbeiter und Angestellten Vorarlbergs. Auf den Zusatztitel wurde jedoch bereits wenige Tage später komplett verzichtet.

### Auflage
1930 betrug die Auflage etwa 1800 Exemplare je Ausgabe. Das zur selben Zeit erscheinende Vorarlberger Tagblatt hatte etwa 4000 Exemplare je Ausgabe, das Vorarlberger Volksblatt etwa 6000 bis 8000 Exemplare je Ausgabe.

## Redakteure
Die Redaktion befand sich viele Jahrzehnte in Dornbirn im Arbeiterheim bzw. im SDAP-Parteisekretariat in der Viehmarktstraße. Redakteure waren:

### Sozialistische Redakteure
- Eduard Ertl
- Hermann Leibfried (ab 21. Juli 1910)
- Eduard Ertl (31. Jänner 1918)
- Josef Cerkel (ab 18. Oktober 1918)
- Hugo Mayer (1919)
- Karl Klos (ab 17. April 1919)
- Anton Linder (ab 1. Oktober 1919)
- Ignaz Huberlich (ab 28. November 1919 bis 1921)
- Anton Schlüter (ab 28. April 1923)
- Josef Schoder (ab 5. Juli 1930)
- Anton Schlüter (ab 3. November 1931)
- Josef Cerkel (1919 und ab 16. August 1933 bis Februar 1934)

### Austrofaschistische Redakteure
- Othmar Popp (20. Februar 1934 bis Mai 1934)
- Josef Winkler (ab 12. Mai 1934)
- Hans Ebenberger (ab 11. Oktober 1937)

## Weitere sozialistische Publikationen in Vorarlberg
Neben der Vorarlberger Wacht wurde in Vorarlberg auch die in Wien erscheinende Monatszeitschrift Der Sozialdemokrat vertrieben.